# Mogens Clemmensen
Mogens Becker Clemmensen, född 18 juni 1885, död 30 april 1943, var en dansk arkitekt. Han var son till arkitekten Andreas Clemmensen.
Clemmensen var som sin far arkitekt på kulturhistorisk botten. Han gjorde vidsträckta resor och undersökningar, bland annat på Grönland, vars Kirkeminnen fra Nordbotiden han utgav 1911, och i Grekland, där han deltog i utgrävningarna i Tegea, Kalydon och andra platser, och medverkade i publikationer om dessa undersökningar. En tid var Clemmensen arkitekt vid franska skolan i Aten. I Danmark var han främst verksam som restaurator av äldre byggnadsverk, bland annat i Aarhus, och har utgett beskrivningar av kyrkorna i Kalundborg, Ringsted och Vestervig, samt arbeten om den medeltida tegelarkitekturen. Clemmensen fick även uppdraget att bygga det nya Nationalmuseet i Köpenhamn.